# Lutfur Rahman

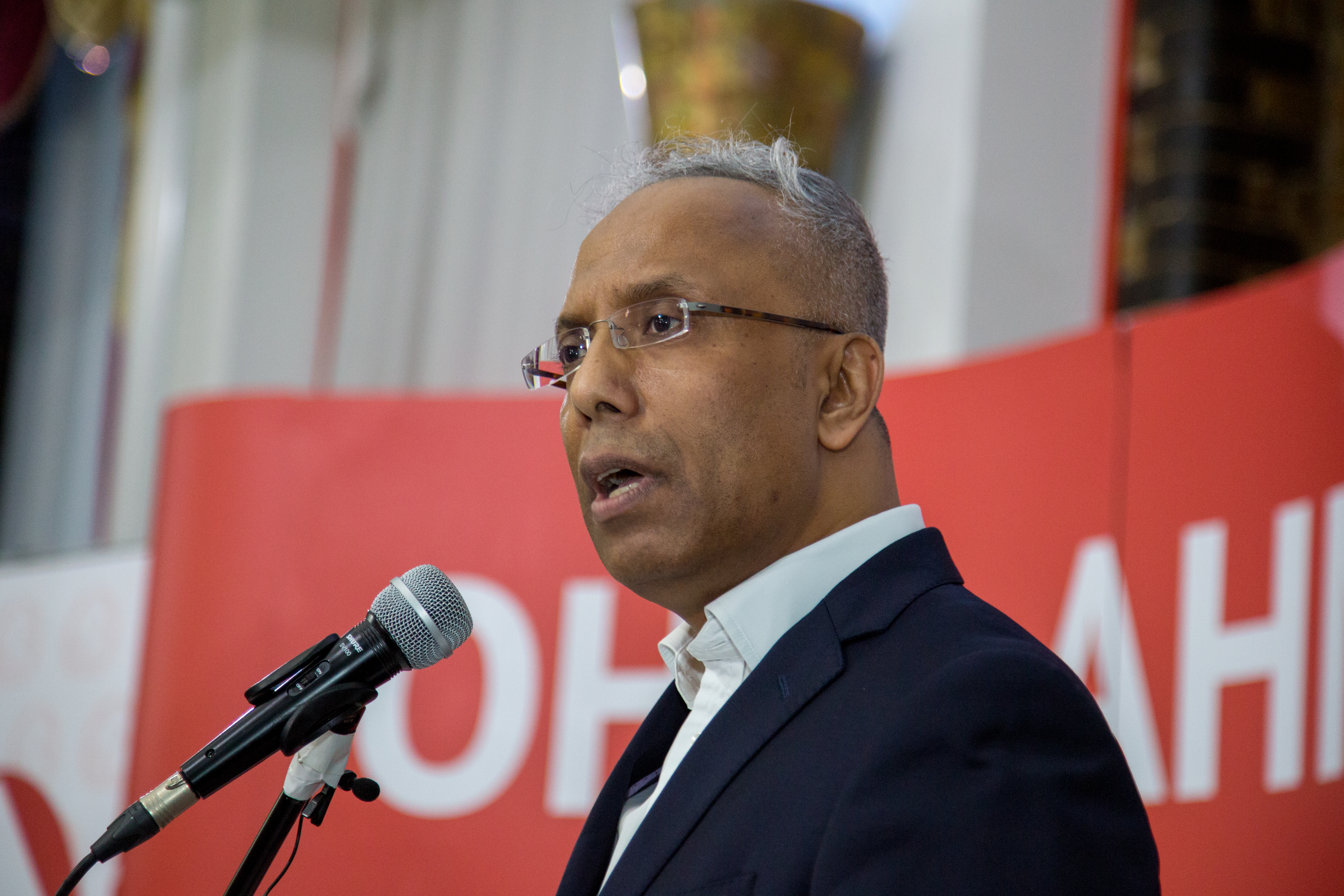
Lutfur Rahman

Mohammad Lutfur Rahman, bekannt als Lutfur Rahman (* 12. September 1965, Bengali: মোহাম্মদ লুৎফুর রহমান), ist ein in Bangladesch geborener britischer ehemaliger Rechtsanwalt und Politiker, der der erste direkt gewählte Bürgermeister von Tower Hamlets, einem Bezirk in London, war. Er wurde zweimal wiedergewählt, einmal des Amtes enthoben und verlor für 5 Jahre das passive Wahlrecht.

## Leben

### Herkunft und Ausbildung
Lutfur Rahman wurde in Ostpakistan (heute Bangladesch) als Sohn bengalisch-muslimischer Eltern aus dem Dorf Sikandarpur in Balaganj, Bezirk Sylhet, geboren und zog schon früh in das Vereinigte Königreich. Er wuchs in Tower Hamlets auf und besuchte die Marner Primary School in Bow, die Lawdale Junior School in Bethnal Green und die Bow School.
Lutfur Rahman schloss sein Studium der Rechtswissenschaften mit einem LL. B. ab. Er wurde 1997 als Anwalt zugelassen.

### Labour-Politiker und Stadtrat
Rahman wurde 2002 als Labour-Councillor für den Wahlbezirk Spitalfields und Banglatown gewählt und 2006 und 2010 wiedergewählt.
Er gehörte der Führung des Stadtrats von Tower Hamlets an, war zwei Jahre lang führendes Mitglied für Bildung und von 2006 bis 2007 führendes Mitglied für Kultur.  Im Februar 2007 gab Lutfur Rahman bekannt, dass er sich als Kandidat der Labour Party für Bethnal Green and Bow beworben hatte. Bei der Abstimmung unter den Parteimitgliedern unterlag er jedoch Rushanara Ali, die später zur Abgeordneten des Wahlkreises gewählt wurde.
Im April 2008 wurde Lutfur Rahman zum Vorsitzenden der Labour-Mehrheitsfraktion im Stadtrat von Tower Hamlets gewählt und löste damit Denise Jones an der Spitze des Stadtrats ab.
Nach den Kommunalwahlen im Mai 2010, bei denen die Labour-Partei die Zahl ihrer Ratsmitglieder erhöhen konnte, wurde Lutfur Rahman durch Helal Uddin Abbas als Fraktionsvorsitzender ersetzt, unter anderem aufgrund einer Dokumentation von Channel 4, die Lutfur Rahman mit dem Islamischen Forum von Europa in Verbindung brachte.
Lutfur Rahmans Führungsqualitäten waren im Juni 2009 in die Kritik geraten, als er Berichten zufolge erklärte, er habe kein Vertrauen in den Chief Executive von Tower Hamlets, Martin Smith, und ihm sagte, er solle „nach Hause gehen und über seine Zukunft nachdenken“. Die Nachricht kam am Vorabend der Wahlen zum Europäischen Parlament, an denen Smith als Wahlleiter des Stadtrats dennoch teilnahm. Für sein Ausscheiden, das angeblich durch einen persönlichen Konflikt verursacht wurde, hatte Smith aufgrund seiner Arbeitsbedingungen, die unter der Labour-Parteiführung von Councillor Denise Jones ausgehandelt worden waren, Anspruch auf eine Abfindung, die sich Berichten zufolge auf 300.000 bis 500.000 Pfund belief. Die genauen Gründe und Bedingungen seines Ausscheidens wurden nicht bekannt gegeben; Lutfur Rahman bezeichnete es als einvernehmlich.
Lutfur Rahman war von 2008 bis 2010 für die Labour-Partei Vorsitzender des Londoner Stadtrats von Tower Hamlets und wurde zunächst als Kandidat dieser Partei für die Bürgermeisterwahlen 2010 aufgestellt.

### Labour-Austritt und Bürgermeister
Nach umstrittenen Vorwürfen, Verbindungen zu einer fundamentalistischen Gruppe zu haben und nicht Wahlberechtigte für das innerparteiliche Auswahlverfahren angemeldet zu haben, wurde er als Kandidat der Labour Party abgesetzt und verließ die Partei, um als unabhängiger Kandidat anzutreten.
Im Oktober 2010 wurde Lutfur Rahman, der Mitglied des umstrittenen Islamic Forum of Europe ist, bei sehr geringer Wahlbeteiligung gegen den Kandidaten der Labour Party zum Bürgermeister gewählt. Anlässlich dieser Wahl diagnostizierte die konservative Tageszeitung The Daily Telegraph die Übernahme des Stadtteils durch radikale Muslime, so die Artikelüberschrift: “London borough becomes ‘Islamic republic’” (deutsch: „London Borough wird islamische Republik“).
Wiederwahl und Amtsenthebung
Die Bürgermeisterwahl 2014 gewann Lutfur Rahman, und zwar, wie ein Wahlprüfungsgericht im Nachhinein feststellte, durch Bestechung und massive Wahlfälschung. Durch das Gerichtsurteil vom 23. April 2015 wurde Lutfur Rahman mit sofortiger Wirkung amtsenthoben. Gleichzeitig durfte Rahman fünf Jahre lang nicht mehr politisch aktiv werden. Da sich Rahman temporär weigerte Gerichtskosten in Höhe von 250.000 £ zu bezahlen, wurde sein Vermögen eingefroren.
Der Skandal verschaffte Tower Hamlets große Aufmerksamkeit, weit über London hinaus. Die Neuwahl im Juni 2015 gewann der Labour-Kandidat John Biggs.
Lutfur Rahman blieb in der Politik von Tower Hamlets aktiv. Obwohl er kein gewähltes Amt bekleiden durfte, stand er hinter der Gründung der Aspire-Partei im Februar 2018, der die meisten der ehemaligen Tower Hamlets First-Ratsmitglieder angehörten, einer Partei die Rahman 2013 gegründet hatte.
Bei der Kommunalwahl am 3. Mai 2018 gewann die Labour Party, erneut unter Biggs, 42 der 45 Sitze in der Bezirksvertretung. Kein Aspire-Mitglied wurde gewählt. Jedoch konnte Aspire bei einer späteren Nachwahl im Februar 2019 ein Mandat gewinnen.
Im November 2020 erklärte Lutfur Rahman, dass er bereit sei, in die Kommunalpolitik zurückzukehren, indem er sich für die Beibehaltung des Bürgermeistersystems in Tower Hamlets einsetze.
Bei der Kommunalwahl im Mai 2022 wurde Lutfur Rahman zum dritten Mal zum Bürgermeister gewählt, seine 2018 gegründete Partei „Aspire“, die zuvor schon als Tower Hamlets First und Tower Hamlets Independent Group bestand, gewann 24 der 45 Sitze in der Bezirksvertretung.  und dezimierten damit die Labour-Parteisitze von 42 auf 19. Alle 24 Aspire-Ratsmitglieder sind bangladeschische Muslime, und ihr Sieg machte Tower Hamlets zur ersten muslimischen Hochburg in Großbritannien.

## Kontroversen
Channel 4 Dispatches (Dokumentarfilm)
Der Fernsehjournalist Andrew Gilligan beschuldigte Lutfur Rahman in seiner Channel 4 Dispatches-Dokumentation im März 2010 und in einer Reihe von Blogs und Artikeln im Daily Telegraph, die Führung des Stadtrats mit Hilfe des Islamic Forum of Europe (lFE) erlangt zu haben. Das IFE hat seine Zentrale in der East London Mosque, die in Tower Hamlets liegt.
Das IFE wurde vom örtlichen Labour-Abgeordneten Jim Fitzpatrick beschuldigt, den Stadtrat und die Labour-Partei zu unterwandern. Gilligan behauptete auch, dass während Lutfur Rahmans Amtszeit Millionen von Pfund an öffentlichen Geldern an Organisationen gezahlt wurden, die vom IFE geleitet wurden, und dass dies dazu führte, dass Bestände extremistischer Literatur in öffentlichen Bibliotheken zur Verfügung gestellt wurden. Lutfur Rahman bestritt jedoch im Oktober 2010, mit dem IFE in verbunden zu sein. Das IFE gab eine Erklärung heraus, in der es bestritt, dass Lutfur Rahman Mitglied sei, und erklärte, dass Abbas, der Ersatzkandidat der Labour-Partei, ebenfalls öffentliche und private Treffen mit dem IFE gehabt habe. Im Jahr 2011 beschwerte sich Lutfur Rahman bei der Beschwerdekommission für die Presse darüber, dass er von Gilligan und dem Telegraph als „extremistisch unterstützt“ und mit „engen Verbindungen“ zum IFE bezeichnet wurde. Die Kommission wies die Beschwerde zurück und erklärte, die Beschreibung sei „nicht irreführend“.
Bei der Anhörung vor dem Wahlgericht im Jahr 2015, bei der diese Frage erörtert wurde, stellte der Richter fest, dass das Gericht „nicht den geringsten glaubwürdigen Beweis gehört hat, der Herrn Rahman mit einer extremen oder fundamentalistischen islamistischen Bewegung in Verbindung bringt.“

Vorwürfe finanzieller Unregelmäßigkeiten im Wahlkampf
Der konservative Stadtrat Peter Golds forderte die Polizei und die Wahlkommission auf, gegen Lutfur Rahman zu ermitteln, weil er angeblich nicht deklarierte Spenden von dem Brick-Lane-Gastronom Shiraj Haque erhalten hatte, um Lutfur Rahmans Klage gegen die Labour Party zu finanzieren.
In einem Interview mit The Guardian im Oktober 2010 wies Lutfur Rahman die Beschwerde zurück und betonte, dass er, wie auch im Wahlkampf, alle seine Ausgaben und Anwaltskosten selbst trage. In der Folge gab die Press Complaints Commission einer Beschwerde von Lutfur Rahman gegen Andrew Gilligan statt, weil er diese Anschuldigungen im Daily Telegraph wiederholt hatte, ohne darauf hinzuweisen, dass die Polizei entschieden hatte, dass es keinen Fall zu verhandeln gab, wodurch die Berichterstattung „ungenau und irreführend“ war.

Versuchter Verkauf einer Henry Moore-Skulptur
Im November 2012 setzte sich Lutfur Rahman über die Empfehlung seiner Ratsmitglieder hinweg, Henry Moores Die Sitzende, die der Künstler unter der Bedingung gestiftet hatte, dass sie in einem sozial benachteiligten Gebiet Londons dauerhaft für die Öffentlichkeit zugänglich sein sollte, nicht zu verkaufen.
Lutfur Rahman sagte jedoch, dass das eingenommene Geld die Haushaltskürzungen in Höhe von 100 Millionen Pfund, mit denen Tower Hamlets in den nächsten drei Jahren konfrontiert sein würde, abmildern würde. Beamte des Stadtrats hatten empfohlen, das Werk zu verkaufen, da es kein sicheres städtisches Grundstück gab, in dem es untergebracht werden konnte, so dass es nicht versicherbar war.
Der Londoner Stadtbezirk Bromley erhob einen Gegenanspruch auf das Eigentum an der Statue, da sie sich zwar in Tower Hamlets befand, aber nach der Auflösung des Greater London Council (GLC) und der anschließenden London Residuary Body alle verbleibenden GLC-Vermögenswerte – einschließlich der Skulptur – an Bromley übergeben worden waren, das nach eigenen Angaben nicht an einem Verkauf interessiert war. Die Angelegenheit wurde vor den High Court gebracht, der entschied, dass Tower Hamlets einen Akt der Umwandlung begangen hatte, als es die Skulptur 1997 an den Yorkshire Sculpture Park verlieh, und dass Bromleys Eigentumsrecht an der Skulptur daher gemäß dem Limitation Act 1980 erloschen war. Der Verkauf wurde jedoch durch die Absetzung von Lutfur Rahman ausgesetzt und sein Nachfolger John Biggs entschied sich gegen den Verkauf anschließend und stellte die Skulptur im Stadtbezirk aus.

Büro und Ausgaben für Autos
Im Jahr 2011 soll Lutfur Rahman 115.000 Pfund für Büroerweiterungen am Mulberry Place (ehemaliges Rathaus von Tower Hamlets, bis 2023) ausgegeben haben, die von Gegnern als „Eitelkeitsprojekt“ bezeichnet wurden. Das Projekt vergrößerte den verfügbaren Büroraum für den neuen direkt gewählten Bürgermeister, das Ratskabinett und die Oppositionsparteien. Später im selben Jahr wurde berichtet, dass Lutfur Rahman eine Mercedes-Benz E-Klasse für 72 Pfund pro Tag gemietet hatte und von Ratsmitarbeitern chauffiert wurde. Er wurde kritisiert, weil er nicht wie andere Bürgermeister öffentliche Verkehrsmittel oder sein eigenes Auto benutzte. Im Januar 2014 gab er die Limousine ab.
Leumund für Straftäter
Lutfur Rahman entschuldigte sich dafür, dass er ein gerichtliches Leumundszeugnis für den verurteilten Sexualstraftäter Zamal Uddin ausgestellt hatte und erklärte, er sei von der Familie des Angeklagten in die Irre geführt worden.
2014 stellte Lutfur Rahman ein „glühendes“ Leumundszeugnis für Mahee Ferdous Jalil aus, einen verurteilten Versicherungsbetrüger, der anschließend wegen Geldwäsche zu drei Jahren Haft verurteilt wurde.

Hissen der palästinensischen Flagge auf dem Rathaus
Am 30. Juli 2014 liest Rahman die palästinensische Flagge auf dem Rathaus von Tower Hamlets hissen. Lutfur Rahman sagte, es handele sich um eine „humanitäre Geste“ für die Menschen in Gaza, und dass seine Entscheidung von allen oppositionellen Labour-Abgeordneten unterstützt worden sei. Kritiker indessen, sahen es als Anti-israelischen Akt, der die Terrororganisation Hamas unterstützten sollte. Rahman folgte damit den ähnlich muslimisch geprägten Städten Preston und Bradford, die ebenfalls die Fahne auf ihren Rathauses wehen ließen.